# Pathein
Pathein (en birmano ပုသိမ်မြို့; MLCTS : pu. Sim mrui., Pronunciación en birmano: [pəθèiɴ mjo̰]; Mon: သဳ သဳ ,[pha sɛm]), anteriormente llamada Bassein, es la ciudad más grande y la capital de la región de Ayeyarwady, Birmania. Se ubica a 190 km (120 millas) al oeste de Rangún en la orilla del río Pathein (Bassein), que es una rama occidental del río Irawadi.

## Historia

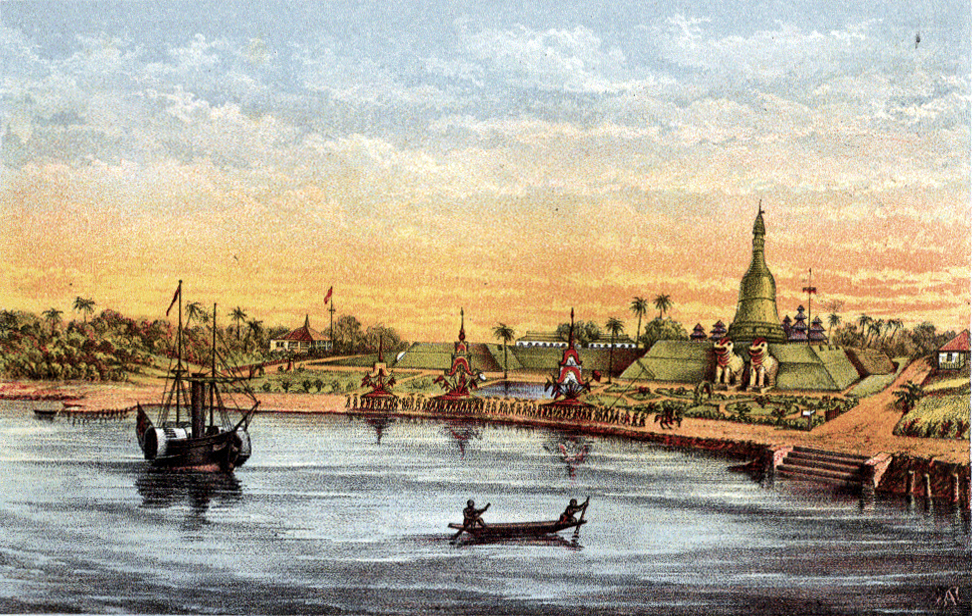
Interpretación artística de la costa de Bassein (ahora Pathein) a fines del (Birmania).

Según la historia local, la ciudad fue inicialmente un pueblo llamado Thinsawanargara (en birmano: သဉ္စဝနာဂရ), fundado en el año 325 a. C. por el rey Sri Dhammasoka. El primer registro existente de un asentamiento en el lugar llamado Kusima en pali proviene de una inscripción rupestre de Sri Lanka que data del año 1165 d. C. Se menciona con frecuencia que la ciudad formó parte de los reinos budistas Mon antes de la expansión del Imperio Bagan; sin embargo, la investigación detallada sobre la historia de la ciudad no es exhaustiva.
Pathein fue asaltada en 1180 d. C. por Parakramabahu I del Reino de Polonnaruwa, en la actual Sri Lanka, como lo atestigua la inscripción en la roca Devanagala durante la Guerra de Polonnaruwa-Pagan. La incursión fue una represalia por los incidentes diplomáticos y la hostilidad de Sithu II de Bagan, lo que implica que Pathein ya estaba bajo el dominio de Bagan para entonces. La conquista de la Baja Birmania por Bagan tuvo lugar antes, en 1057, bajo el reinado de Anawrahta. Sin embargo, diversos historiadores discrepan sobre la extensión del imperio y sus campañas militares. La fecha más tardía en la que Pathein podría haberse integrado al imperio de Bagan es 1265 d. C., año en el que se conserva el registro birmano más antiguo de la existencia de la ciudad.
Hasta el siglo XV, la mayor parte de la Baja Birmania era principalmente selva y pantanos con escaso desarrollo. Puertos birmanos como Pathein eran conocidos por los comerciantes desde los siglos X u XI. Sin embargo, fue solo en el siglo XIV, durante el auge del Reino Hanthawaddy, un reino Mon con sede en Pegu, que la Baja Birmania adquirió relevancia como centro comercial.
En 1852, los británicos establecieron un fuerte y una guarnición en la ciudad tras la Primera guerra anglo-birmana. La ciudad creció durante el período colonial como terminal de una línea ferroviaria, convirtiéndose en un centro de molienda y exportación de arroz, además de ser un puerto accesible para vehículos de gran tamaño.

## Geografía y economía

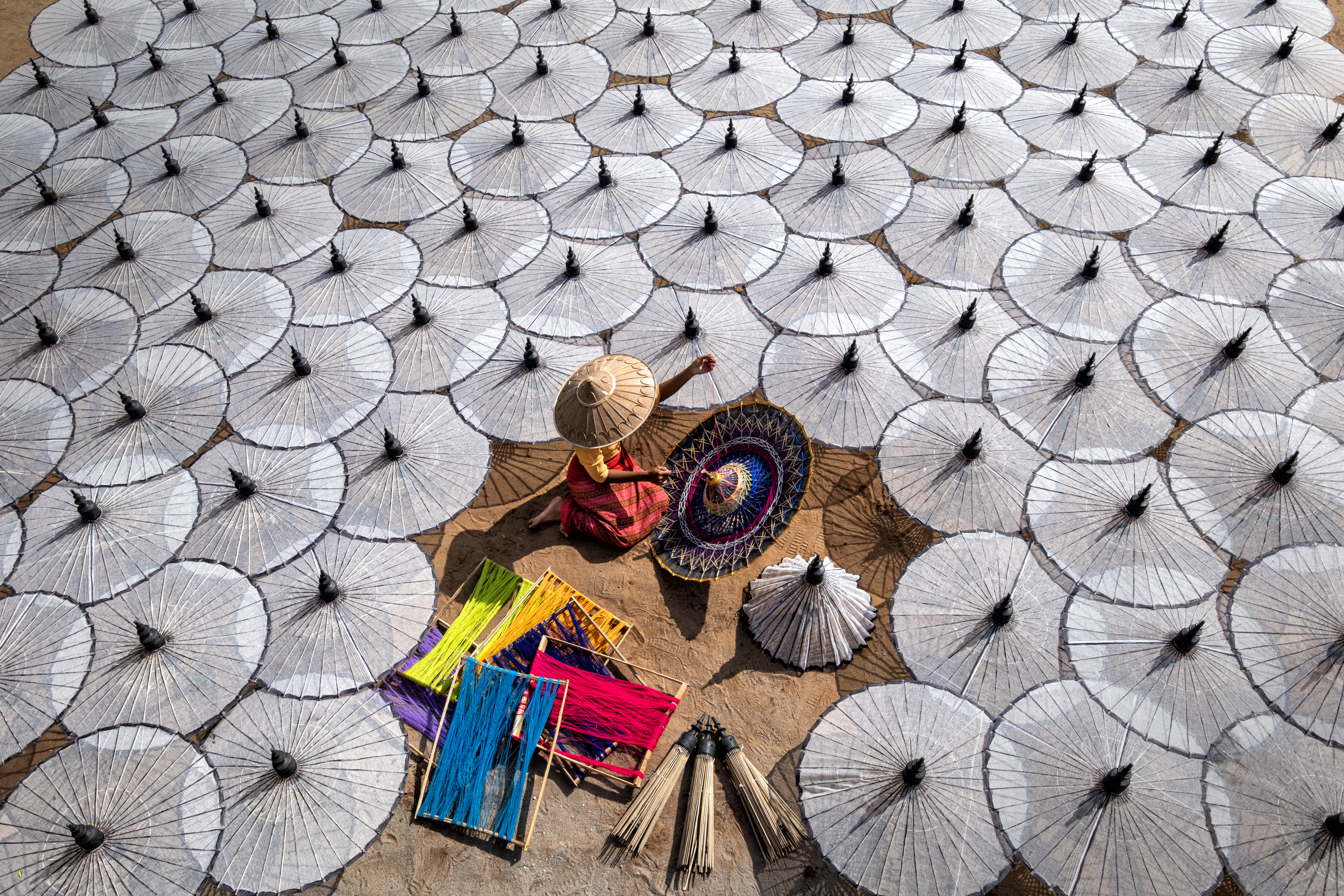
Taller de sombrillas birmanas (Pathein hti).

Ubicada en el extremo occidental del delta del río Irawadi, en el río Pathein (Ngawan), a 190 km (118 millas) al oeste de Rangún, Pathein es accesible para grandes embarcaciones y, a pesar de su distancia del océano, es el puerto más importante del delta fuera de Yangón. La ciudad también es terminal de un ramal de la línea ferroviaria principal que la conecta con Hinthada, Letpadan y Rangún. En la década de 1990, se mejoró la red de carreteras a lo largo del río Irawadi hasta Monywa.
La ciudad es un centro de molienda y exportación de arroz. Además de varios molinos de arroz, cuenta con numerosos aserraderos y talleres de sombrillas. Las coloridas sombrillas artesanales, hechas en Pathein, son ampliamente conocidas en toda Birmania. Se las conoce localmente como Pathein hti.